# Agriotes tristiculus
Agriotes tristiculus là một loài bọ cánh cứng trong họ Elateridae. Loài này được Reitter miêu tả khoa học năm 1906.